# Исаченко, Борис Лаврентьевич
Бори́с Лавре́нтьевич Исаче́нко (2 (14) июня 1871, Санкт-Петербург — 17 ноября 1948, Москва) — советский учёный, микробиолог и ботаник, академик АН СССР (1946; чл.-корр. 1929), академик АН УССР (1945; чл.-корр. 1929). Доктор биологических наук (1934). Заслуженный деятель науки РСФСР.

## Биография
Окончил Естественное отделение физико-математического факультета Петербургского университета (1895). На 3-м курсе обучения был командирован в Херсонскую и Бессарабскую губернии для изучения распространения там паразитных грибов. Был оставлен при университете для приготовления к профессорскому званию. Дополнительную профессиональную подготовку получил в Европе: Берне, Дельфте, Лейпциге. Среди учителей Б. Л. Исаченко — голландский микробиолог Мартин Бейеринк. В 1900—1929 гг. — приват-доцент, профессор, заведующий организованной им (в 1918 г.) кафедрой микробиологии в университете. В 1929—1937 заведующий отделом Всесоюзного института экспериментальной медицины в Ленинграде.
В 1902—1917 заведующий станцией по испытанию семян Санкт-Петербургского ботанического сада, в 1917—1930 директор. Инициатор издания и редактор первого в мире журнала, освещавшего вопросы научного семеноведения и контроля семян («Записки по семеноведению»), неоднократно представлял нашу страну на международных конгрессах по исследованию семян.
В 1904 году принял участие в организации Стебутовских Женских сельскохозяйственных курсов, возглавлял кафедру ботаники, читал систематику и физиологию растений, анатомию и микробиологию. Работе в этом учебном заведении Борис Лаврентьевич отдал более 30 лет. В 1920—1922 гг. он был ректором сельскохозяйственного института им. И. А. Стебута (впоследствии сельскохозяйственной академии).
В 1934 г. — АН СССР присудила Б. Л. Исаченко степень доктора биологических наук. С 1946 г. — избран академиком АН СССР по Отделению биологических наук.
С 1937 в Институте микробиологии АН СССР (с 1939 директор).
Часть своей жизни Б. Л. Исаченко провел в экспедициях. В 1906 г. принял участие в Мурманской научно-промысловой экспедиции (Баренцево море). Полученные результаты отразились в его магистерской диссертации «Исследование бактерий Северного Ледовитого океана» (опубликована в 1914 г., получила премию имени Бэра). В 1922—1925 гг. был в составе Азовской промысловой экспедиции, участвовал в арктических походах «Таймыра» (1927 г.), «Седова» (1930 г.), «Сибирякова» (1933 г.). Признан одним из старейших научных исследователей Арктики. Первым в нашей стране он начал систематическое изучение бактерий океана.
В сфере научных интересов и достижений Б. Л. Исаченко — микробиология и ботаника. В своих трудах дал полное представление о бактериальных процессах, происходящих в морских бассейнах. Установил ложность утверждения (теория немецкого ученого Брандта) о бедности арктических морей бактериями. Доказал, что в этих морях происходит круговращение азота, серы, углерода, а, значит, возможна жизнь бактерий, деятельность которых отражается на природе морей.
По праву считается основателем морской микробиологии. Ряд работ по общей, с.-х., технической микробиологии, ботанике и семеноведению. Исследовал круговорот серы, азота, кальция в морях, грязевых озёрах и участие в нём бактерий. Выдвинул гипотезу биогенного образования месторождений серы, бактериального отложения кальция. Один из первых предложил применять бактериальные удобрения, а также бактериальный метод борьбы с животными-вредителями (крысиный тиф). Исследовал саморазогревание зерна и торфа.
Долгое время был главным редактором журнала «Микробиология».
Семья: жена Елизавета Васильевна Схина, две дочери от первого брака.
Умер в 1948 г. на даче в Абрамцеве. Похоронен на Введенском кладбище в Москве (2 уч.).

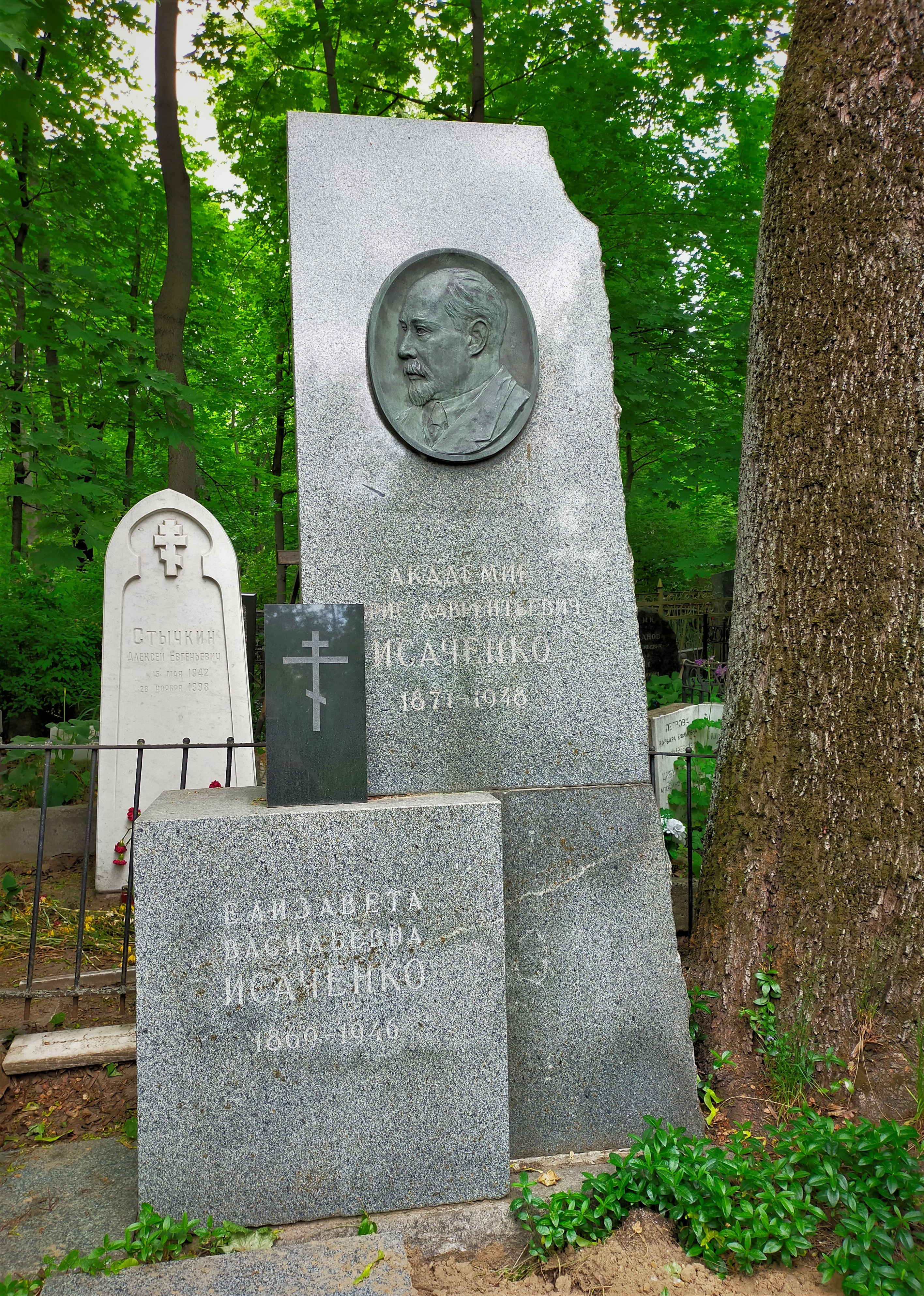
Могила Б. Л. Исаченко на Введенском кладбище в Москве

## Награды
- Звание «Заслуженный деятель науки» (1936)

орден Ленина (10.06.1945)
- орден Трудового Красного Знамени (22.06.1946)
- медали

## Память
Именем Б. Л. Исаченко названы:
- остров в Карском море (остров Исаченко)[3],
- мыс на одном из островов Новой Земли (название мысу присвоено в 1930 году экспедицией на ледокольном пароходе «Г. Седов»)[3],
- ряд растений и микроорганизмов: лишайник, водоросли, дрожжи, бактерии.

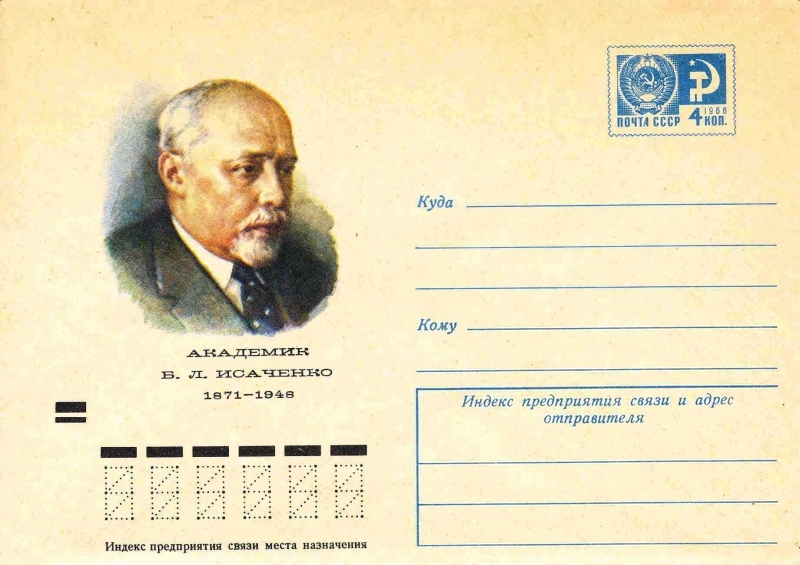
Конверт СССР 1971 года с изображением Б. Л. Исаченко

## Основные труды
- Исаченко Б.Л. Избранные труды: В 2-х томах. — М.; Л., 1951.
- Исаченко Б.Л.  Избранные труды / Отв. ред. С. В. Юзепчук. — М.; Л.: Изд-во АН СССР, 1957. — Т. 3.